# Listă de compozitori de muzică cultă: H

## Ha
- Johannes Haarklou (1847 - 1925)
- Georg Friedrich Haas (n. 1953)
- Joseph Haas (1879 - 1960)
- Pavel Haas (1899 - 1944)
- Polo de Haas (n. 1933)
- Alois Hába (1893 - 1973)
- Karel Hába (1898 - 1972)
- Ernst Haberbier (1813 - 1869)
- Yoshio Hachimura (1938 - 1985)
- Aram Haciaturian (1903 - 1978)
- Karen Haciaturian (n. 1920)
- Widmar Hader (n. 1941)
- Manos Hadjidakis (1925 - 1994)
- Henry Hadley (1871 - 1937)
- Patrick Hadley (1899 - 1973)
- Paraškev Hadžiev (1912 - 1992)
- Johann Christian Friedrich Haeffner (1759 - 1833)
- Georg Friedrich Haendel (1685 - 1759)
- Eilert Hægeland (n. 1951)
- Werner Haentjes (1923 - 2001)
- Georg Haentschel (1907 - 1992)
- Guđmundur Hafsteinsson (n. 1953)
- Gustav Hägg (1867 - 1925)
- Jacob Adolf Hägg (1850 - 1928)
- Reynaldo Hahn (1875 - 1947)
- Karl Haidmayer (n. 1927)
- Adolphus Hailstork (n. 1941)
- André Hajdu (n. 1932)
- Lorant Hajdu (n. 1937)
- Mihály Hajdu (1909 - 1990)
- Knut Håkanson (1887 - 1929)
- Naji Hakim (n. 1955)
- Talib Rasul Hakim (n. 1940)
- Václav Hálek (n. 1937)
- Fromental Halévy (1799 - 1862)
- Cristóbal Halffter (n. 1930)
- Ernesto Halffter (1905 - 1989)
- Rodolfo Halffter (1900 - 1987)
- Carl-Axel Hall (n. 1947)
- Bengt Hallberg (n. 1932)
- Skúli Halldórsson (n. 1914)
- Andreas Hallén (1846 - 1925)
- Hans Peter Haller (n. 1929)
- Hermann Haller (1914 - 2002)
- Michael Haller (1840 - 1915)
- Hafliđi Hallgrímsson (n. 1941)
- Adolph Hallis (1896 - 1987)
- Hilding Hallnäs (1903 - 1984)
- Ivar Hallström (1826 - 1901)
- August Halm (1869 - 1929)
- Edmund Halpern (1921 - 1991)
- Johan Halvorsen (1864 - 1935)
- Henri Hamal (1744 - 1820)
- Jean-Noël Hamal (1709 - 1778)
- András Hamary (n. 1950)
- Bengt Hambraeus (n. 1928)
- Eero Hämeenniemi (n. 1951)
- Peter Michael Hamel (n. 1947)
- Asger Hamerik (1843 - 1923)
- Ebbe Hamerik (1898 - 1951)
- Iain Hamilton (1922 - 2000)
- Andreas Hammerschmidt (1612 - 1675)
- Johan Hammerth (n. 1953)
- Philip Hammond (n. 1951)
- Hans Hampel (1822 - 1884)
- Johann Nicolaus Hanff (1665 - 1711/12)
- Karl Hanke (1750 - 1803)
- Roger Hannay (n. 1930)
- Ann-Elise Hannikainen (n. 1946)
- Ilmari Hannikainen (1892 - 1955)
- Johannes Hansen (1915 - 1985)
- Howard Hanson (1896 - 1981)
- Raymond Hanson (1913 - 1976)
- Holger Hantke (n. 1951)
- Jan Hanuš (1915 - 2004)
- Algot Haquinius (1886 - 1966)
- Hiroshi Hara (n. 1933)
- John Harbison (n. 1938)
- Aharon Harlap (n. 1941)
- Edward Harper (n. 1941)
- David Harris (n. 1933)
- Donald Harris (n. 1931)
- Roy Harris (1898 - 1979)
- Lou Harrison (1917 - 2003)
- Tibor Harsányi (1898 - 1954)
- Heinz Friedrich Hartig (1907 - 1969)
- Emil Hartmann (1836 - 1898)
- Johann Peter Emilius Hartmann (1805 - 1900)
- Karl Amadeus Hartmann (1905 - 1963)
- Ludwig Hartmann (1836 - 1910)
- Hamilton Harty (1879 - 1941)
- Eugene Hartzell (1932 - 2000)
- Jonathan Harvey (n. 1939)
- Basil Harwood (1859 - 1949)
- Yoshio Hasegawa (1907 - 1981)
- Josef Haselbach (1936 - 2002)
- Franz Hasenöhrl (1885 - 1970)
- Klaus Hashagen (1924 - 1998)
- Hans Leo Hasler ( 1564 - 1612)
- Johann Adolph Hasse (1699 - 1783)
- Johann Wilhelm Häßler (1747 - 1822)
- Juraj Hatrik (n. 1941)
- Edu Haubensak (n. 1954)
- Roman Haubenstock-Ramati (1919 - 1994)
- Joseph Matthias Hauer (1883 - 1959)
- Halvor Haug (n. 1952)
- Günter Hauk (1932 - 1979)
- Moritz Hauptmann (1792 - 1868)
- Siegmund von Hausegger (1872 - 1948)
- John Haussermann (1909 - 1986)
- Valentin Haussmann (cca. 1565/70 - ~ 1612)
- Svatopluk Havelka (n. 1925)
- Gerhardus Havingha (1696 - 1753)
- Diana Pereira Hay (n. 1932)
- Komei Hayama (n. 1932)
- Fumio Hayasaka (1914 - 1955)
- Hikaru Hayashi (n. 1931)
- Joseph Haydn (1732 - 1809)
- Michael Haydn (1737 - 1806)
- Gary Hayes (n. 1948)
- Paul Hayes (n. 1951)
- Nicola Francesco Haym (cca. 1675 - 1729)
- Hayne van Ghizeghem (cca. 1445 - între 1472 și 1497)
- Sorrel Hays (n. 1941)
- Roberto Hazon (n. 1930)

## He
- Luting He (1903 - 1999)
- Christopher Headington (1930 - 1996)
- Herbert Hechtel (n. 1937)
- Anthony Hedges (n. 1931)
- Åse Hedstrøm (n. 1950)
- Lennart Hedwall (n. 1932)
- Magne Hegdal (n. 1944)
- Friedrich Hegar (1841 - 1927)
- Robert Heger (1886 - 1978)
- Wolfram Heicking (n. 1927)
- Bernhard Heiden (1910 - 2000)
- Werner Heider (n. 1930)
- Anton Heiller (1923 - 1979)
- Anton Heilmann (1910 - 1993)
- Harald Heilmann (n. 1924)
- Johann David Heinichen (1683 - 1729)
- Paavo Heininen (n. 1938)
- Mikko Heiniö (n. 1948)
- Gustav Heintze (1879 - 1946)
- Peter Heise (1830 - 1879)
- Hermann Heiß (1897 - 1966)
- Walter Hekster (n. 1937)
- Hans Helfritz (1902 - 1995)
- Hallgrimur Helgason (1914 - 1994)
- Pieter Hellendaal (1721 - 1799)
- Barbara Heller (n. 1936)
- Richard Heller (n. 1954)
- Stephen Heller (1813 - 1888)
- Joseph Hellmesberger d. J. (1855 - 1907)
- Everett Helm (1913 - 1999)
- Hans G Helms (n. 1932 )
- Charles-Joseph van Helmont (1715 - 1790)
- Robert Maximilian Helmschrott (n. 1938)
- Robert Helps (1928 - 2001)
- Oscar van Hemel (1892 - 1981)
- Christoph Hempel (n. 1946)
- Gerard Hengeveld (1910 - 2001)
- Hans Henkemans (1913 - 1995)
- Roger Henrichsen (1876 - 1926)
- Pierre Henry (n. 1927)
- Fanny Hensel născută Mendelssohn (1805 - 1847)
- Adolf Henselt (1814 - 1889)
- Hans Werner Henze (n. 1926)
- Robert Heppener (n. 1925)
- Johann Friedrich Herbart (1776 - 1841)
- Johann von Herbeck (1831 - 1877)
- Robert Herberigs (1886 - 1974)
- Victor Herbert (1859 - 1924)
- Valentin Herbing (1735 - 1766)
- Johann Andreas Herbst (1588 - 1666)
- Jörg Herchet (n. 1943)
- Franz Jochen Herfert (n. 1955)
- Jerry Herman (n. 1933)
- Vasile Herman (n. 1929)
- Hans Hermann (1870 - 1931)
- Hermilio Hernández (n. 1931)
- Gisela Hernández-Gonzalo (1912 - 1971)
- Rhazes Hernández-López (n. 1918)
- Eduardo Hernández Moncada (1899 - 1995)
- Ferdinand Hérold (1791 - 1833)
- Manuel Herrarte (1924 - 1964 sau 1974)
- Bernard Herrmann (1911 - 1975)
- Hugo Herrmann (1896 - 1967)
- Peter Herrmann (n. 1941)
- Johann Wilhelm Hertel (1727 - 1789)
- Florimond Ronger (Hervé) (1825 - 1892)
- Henri Herz (1803 - 1888)
- Heinrich von Herzogenberg (1843 - 1900)
- Hans-Joachim Hespos (n. 1938)
- Ernst Hess (1912 - 1968)
- Willy Hess (1906 - 1997)
- Alexander Friedrich von Hessen (1863 - 1945)
- Kurt Hessenberg (1908 - 1994)
- Jacques Hétu (n. 1938)
- Richard Heuberger (1850 - 1914)
- Detlef Heusinger (n. 1956)
- Werner Richard Heymann (1896- 1961)
- Volker Heyn (n. 1938)

## Hi
- Juan Hidalgo (cca. 1612 - 1685)
- Manuel Hidalgo (n. 1956)
- Johann Baptist Hilber (1891 - 1973)
- Hildegard von Bingen (1098 - 1179)
- Alfred Hill (1870 - 1960)
- Edward Burlingame Hill (1872 - 1960)
- Jackson Hill (* 1941)
- Ferdinand Hiller (1811 - 1885)
- Friedrich Hiller (1767 - 1812)
- Johann Adam Hiller (1728 - 1804)
- Lejaren Hiller (1924 - 1994)
- Wilfried Hiller (n. 1941)
- Friedrich Heinrich Himmel (1765 - 1814)
- Paul Hindemith (1895 - 1963)
- Hajo Hinrichs (n. 1911)
- Kozaburo Hirai (1910 - 2002)
- Kishio Hirao (1907 - 1953)
- Theodor Hirner (1910 - 1975)
- Cornelius Hirsch (n. 1954)
- Hans Ludwig Hirsch (n. 1937)
- Hugo Hirsch (1884 - 1961)
- Caspar René Hirschfeld (n. 1965)
- Žiga Hirschler (1894 - 1941)

## Hl
- Miroslav Hlaváč (n. 1923)
- Emil Hlobil (1901 - 1987)
- Theodor Hlouschek (n. 1923)

## Ho
- Christopher Hobbs (n. 1950)
- Francesco Hoch (n. 1943)
- Stanislav Hochel (n. 1950)
- Wolfgang Hochstein (n. 1950)
- Alun Hoddinott (n. 1929)
- Arthur Hoérée (1897 - 1986)
- Harry Höfer (n. 1921)
- Finn Høffding (1899 - 1997)
- Paul Höffer (1895 - 1949)
- Konrad Höffler (1647- 1705)
- E. T. A. Hoffmann (1776 - 1822)
- Richard Hoffmann (n. 1925)
- Franz Anton Hoffmeister (1754 - 1812)
- Paul Hofhaimer (1459 - 1537)
- Heinrich Hofmann (1842- 1902)
- Józef Hofmann (1876 - 1957)
- Leopold Hofmann (1738 - 1793)
- Thomas Hofmann (n. 1958)
- Wolfgang Hofmann (1922 - 2003)
- Wolfgang Hohensee (n. 1927)
- Christoph Hohlfeld (n. 1922)
- Mircea Hoinic (1910 - 1986)
- Richard Hol (1825 - 1904)
- Antony Holborne (cca. 1550? - 1602)
- Joseph Holbrooke (1878 - 1958)
- Theodor Holdheim (n. 1923)
- Hanns Holenia (1890 - 1972)
- Hans Holewa (1905 - 1991)
- Friedrich Hollaender (1896 - 1976)
- Gustav Hollaender (1855 - 1915)
- Victor Hollaender (1866 - 1940)
- Dulcie Holland (1913 - 2000)
- Alexis Hollaender (1840 - 1924)
- Karl Höller (1907 - 1987)
- York Höller (n. 1944)
- Donald Russel Hollier (n. 1934)
- Heinz Holliger (n. 1939)
- Robin Holloway (n. 1943)
- Kristin Holm (n. 1965)
- Peder Holm (n. 1926)
- Vagn Holmboe (1909 - 1996)
- Augusta Holmès (1847 - 1903)
- Ladislav Holoubek (1913 - 1994)
- Gustav Holst (1874 - 1934)
- Franz von Holstein (1826 - 1878)
- Jean-Paul Holstein (n. 1939)
- Adriana Hölszky (n. 1953)
- Simeon ten Holt (n. 1923)
- Simon Holt (n. 1958)
- Bo Holten (n. 1948)
- Karl von Holten (1836 - 1912)
- Iver Holter (1850 - 1941)
- Ignaz Holzbauer (1711 - 1783)
- Gerhard Holzer (n. 1932)
- Rodolfo Holzmann (1910 - 1992)
- Gottfried August Homilius (1714 - 1785)
- Joaquín Homs (1906 - 2003)
- Leontzi Honauer (în jur de 1735 - în jur de 1790)
- Arthur Honegger (1892 - 1955)
- James Hook (1746 - 1827)
- John Michael Hooke (n. 1946)
- Antony Hopkins (n. 1921)
- David Horne (n. 1970)
- James Horner (n. 1953)
- Anthon van der Horst (1899 - 1965)
- Zoltán Horusitzky (1903 - 1985)
- Stanko Horvat (n. 1930)
- Josef Maria Horvath (n. 1931)
- Michael Horwood (n. 1947)
- Toshio Hosokawa (n. 1955)
- Aminoullah André Hossein (1907 - 1983)
- John Hothby (cca. 1410 - 1487)
- Nicolas Hotman (1610 - 1663)
- Jacques Hotteterre (1674 - 1763)
- Simon Hovanessian (n. 1940)
- Luc van Hove (n. 1957)
- Alan Hovhaness (1911 - 2000)
- Egil Hovland (n. 1924)
- Leslie Howard (n. 1948)
- Herbert Howells (1892 - 1983)
- Karl Hoyer (1891 - 1936)

## Hr
- Alexandru Hrisanide (n. 1936)
- Marius Hristescu (n. 1975)
- Stevan Hristić (1885 - 1958)
- Ivan Hrušovský (1927 - 2001)

## Hs
- Hsing-Hai Hsien (1905 - 1945)
- Tsang-Houei Hsu (1929 - 2001)

## Hu
- Jenö Hubay (1858 - 1937)
- Jean Hubeau (1917 - 1992)
- Hans Huber (1852 - 1921)
- Klaus Huber (n. 1924)
- Nicolaus A. Huber (n. 1939)
- Klaus K. Hübler (n. 1956)
- Karl Anton Hueber (n. 1928)
- Wolfgang Hufschmidt (n. 1934)
- Georges Hugon (1904 - 1980)
- Nicolas Joseph Hüllmandel (1756 - 1823)
- Keith Humble (1927 - 1995)
- Tobias Hume (1569 - 1645)
- Gerald Humel (n. 1931)
- Pelham Humfrey (1647 - 1674)
- Bertold Hummel (1925 - 2002)
- Franz Hummel (n. 1939)
- Johann Nepomuk Hummel (1778 - 1837)
- Engelbert Humperdinck (1854 - 1921)
- Hans Ulrich Humpert (n. 1940)
- Franz Hünten (1793 - 1878)
- Jean Huré (1877 - 1930)
- Conrad Friedrich Hurlebusch (cca. 1696 - 1765)
- William Hurlstone (1876 - 1906)
- Ilja Hurník (n. 1922)
- Ion Hartulary-Darclée (1886 - 1969)
- Alf Hurum (1882 - 1972)
- Karel Husa (n. 1921)
- Henry Holden Huss (1862 - 1953)
- Lajos Huszár (n. 1948)
- Anselm Hüttenbrenner (1794 - 1868)
- Constantin Huygens (1596 - 1687)

## Hv
- Ketil Hvoslef (n. 1939)

## Hy
- Miriam Hyde (1913 - 2005)
- Oliver Hynes (n. 1946)